# Catedral de Lisieux
La catedral [de] San Pedro de Lisieux (en francés: Cathédrale Saint-Pierre de Lisieux) es una antigua catedral medieval francesa situada en la ciudad de Lisieux (departamento de Calvados), un monumento lexoviono gótico que, raramente, sobrevivió a los bombardeos de 1944. Si  la presencia de una catedral se supone desde el siglo VI, la iglesia visible hoy fue sin duda construida entre 1160 y 1230 por iniciativa del obispo Arnulfo de Lisieux. Desde el principio, el arquitecto diseñó las bóvedas de crucería cuatripartitas y los arbotantes, siendo por ello uno de los primeros edificios góticos en Normandía. La nave, bastante austera, está inspirada en el estilo gótico de la Île-de-France, mientras que las últimas partes construidas en el siglo XIII (la cabecera, el tiburio y la fachada occidental) reflejan el estilo normando. El obispo Pierre Cauchon, cuyo nombre permanece unido al juicio de Juana de Arco, fue enterrado en la catedral en 1442.
Fue sede del  obispado de Lisieux, creado en el siglo XII-XIII y suprimido en 1790 durante la Revolución, para ser luego cocatedral de Bayeux desde 1855.
Esta vieja catedral ha sido objeto de una clasificación como monumento histórico por la lista de 1840.
Esta catedral no debe ser confundida con la basílica de Santa Teresa de Lisieux (1929-1954), un edificio de dimensiones catedralicias de estilo neobizantino mucho más reciente.

## Historia

### La 3.ª o la 4.ª catedral

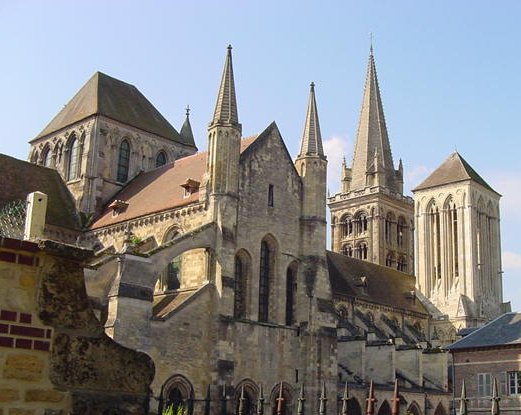
La catedral vista del noreste

La catedral actual no es, obviamente, el monumento original. En 538, se cita al primer obispo de la ciudad de Lisieux, Theudobaudis (|Thibaut). La presencia de un obispo supone desde ese momento de la Alta Edad Media, la existencia de una catedral. No se sabe nada de esa primera iglesia. quizás dañada durante las incursiones vikingas. Hasta el siglo IX no se tiene ninguna información sobre el monumento: el obispo Herbert (1026-1049) y su sucesor  Hugues d’Eu (1049-1077) llevaron a cabo su reconstrucción. La ampliación de la superficie de la iglesia obligó a la demolición de una parte de las murallas de la ciudad. Es probable que durante esa reconstrucción se descubrieran las reliquias de varios santos venerados alguna vez en el coro: san Ursin, san Patricio y san Berthevin.
En 1136, la catedral fue víctima de un incendio.

### Las etapas de la construcción gótica
La catedral de Lisieux es uno de los monumentos góticos más antiguos de Normandía. Su reconstrucción se emprendió de hecho alrededor de 1160, según Eliane Pèlerin [Peregrino] o alrededor de 1170, según Alain Erlande-Brandenburg. La catedral siguió el nuevo movimiento estilístico mucho antes de la conquista de Normandía por el rey Felipe Augusto de Francia. Esta precocidad se explica por el patrocinador de la obra, el obispo Arnulfo (1141-1181), que seguramente llamó a un maestro de obras de esa región. Arnulfo, prelado del primer diseño, debía de estar al tanto de las innovaciones arquitectónicas por su familiaridad con Suger, abad de Saint-Denis, y su presencia el 11 de junio de 1144 en la consagración de la abadía de Santa Denis. Sin embargo, no habría podido reconstruirla antes de 1149 ya que acompañó a Luis VII en la Segunda Cruzada (1147-1149). Los inicios de la obra probablemente comenzaron entre 1170 y 1172, según un texto citado en  Les miracles de Saint Thomas de Cantorbéry, de G. Havard, donde se menciona el nombre de un obrero, Roger, que trabajaba en los cimientos de la catedral, víctima de un deslizamiento de tierra y que no debía su vida más que a su promesa de un peregrinaje.
Los constructores comenzaron la obra por la nave. No debe, por tanto, sorprender el aspecto primitivo de esta parte de la catedral: las arcadas apoyadas en gruesas columnas, una primera planta de una falsa tribunas con gruesas molduras, un último nivel de ventanas altas. En resumen, una nave bastante pesada y oscura. Esta primera parte se terminó justo antes de 1183 según lo indicado por la datación de la carpintería de las cubiertas, por encima de las bóvedas, por dendrocronología.

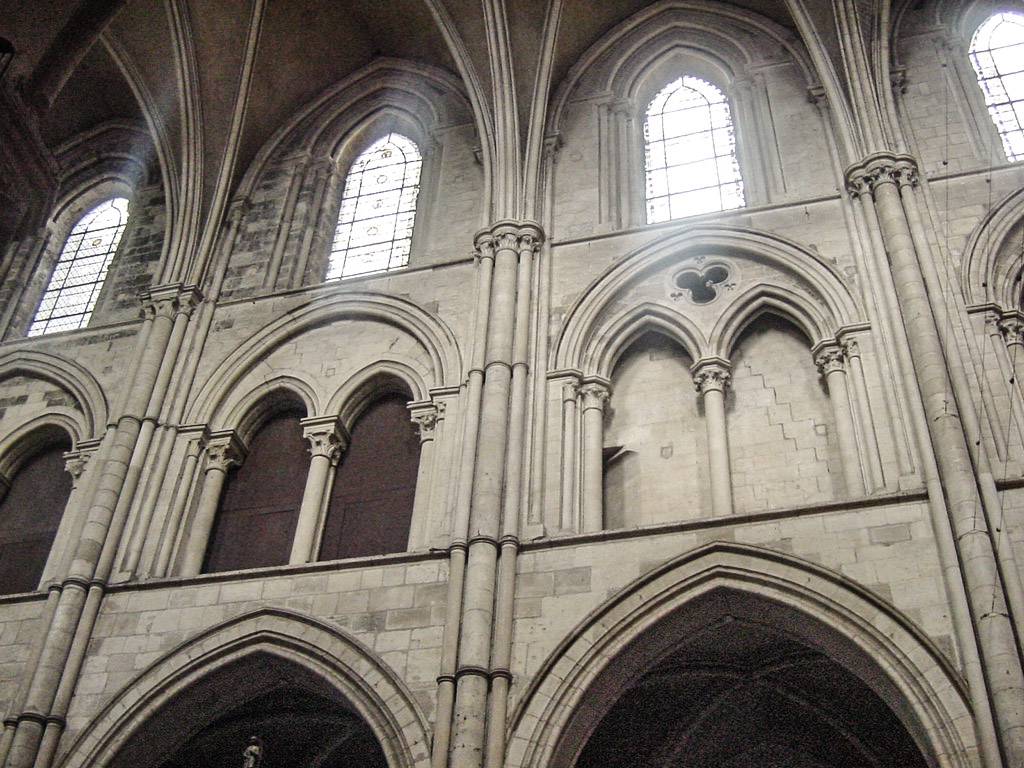
Tramos del coro. La observación cuidadosa permite ver el cambio de estilo. Los dos huecos de la izquierda son los más antiguos. El tramo derecho difiere por sus arcos más puntiagudos, sus capiteles redondeados o poligonales y la presencia de un trilóbulo.

El resto de la iglesia probablemente fue completamente realizado en el primer cuarto del siglo XIII. El incendio de 1223 no parece haber destruido la catedral. El transepto y los dos primeros tramos del coro son del mismo estilo que la nave. El extremo del coro revela, por el contrario, un cambio de tendencia. El maestro de obras, diferente del de la época de Arnulfo, impuso un estilo gótico normando en lugar del franciano: las columnas que conforman las arcadas son dobles, los ábacos son circulares o poligonales, los trilóbulos perforan los muros. Por encima de todo, el gótico aparece mucho más evolucionado y esbelto: un triforio reemplaza las falsas tribunas de la nave, las arcadas se estrechan, las columnas se afinan, las molduras se perfeccionan.
Cuando esos trabajos se terminaron, los constructores volvieron a la fachada principal para esculpir las tres portadas y elevar las dos torres.

### Ampliaciones y reconstrucciones
Una catedral es un proyecto siempre sin acabar y la de Lisieux no fue una excepción. En la primera mitad del siglo XIV, los canónigos se implicaron participando  en la ampliación del edificio. Construyeron a lo largo de las naves laterales 12 capillas rectangulares, casi cuadradas. Estas pequeñas construcciones muestran las características del gótico flamígero y su edificación se escalonó hasta el siglo XV.
El famoso obispo de Lisieux, Pierre Cauchon (1432-1442), también se implicó para dejar su impronta en Lisieux aunque residía más bien en Ruan o París. Reconstruyó la capilla de la Virgen situada en el extremo este de la iglesia. De estilo flamígero, es notable por su profundidad (17,20 m) y por sus nueve grandes vitrales. El gótico desplegó su ideal: los vacíos dispuestos sobre los macizos, los muros.
Aparte de estas operaciones de prestigio, la catedral conoció también reconstrucciones obligadas. En 1553, la torre sur se derrumbó. La fábrica logró reunir suficiente dinero para comenzar su reconstrucción 26 años más tarde. Quizás temiendo otro colapso, los constructores elevaron una torre menos abierta que la anterior.

## Descripción general
La planta de la catedral gótica, probablemente, retoma la de la catedral románica:
- un nártex;
- una nave de 8 tramos, flanqueada por naves laterales;
- un transepto acompañado por un pasillo en su lado oriental. Esta es una disposición muy rara en Normandía.
- un coro de 4 tramos más la rotonda, abrazada por un deambulatorio con tres capillas radiales, una disposición similar a la de la  catedral de Ruan.

### Exterior de la catedral
Tres torres dominan el edificio: el tiburio, común en las grandes iglesias normandas, y dos torres en la fachada occidental. La torre norte, delgada, se remonta al siglo XIII. Su vecina fue reconstruida entre 1579 y 1600 después del colapso. Terminada con una flecha, se eleva hasta los 72 m. Su estilo es difícil de definir: gótico flamígero con algunas características renacentistas (arcos de medio punto, aberturas bastante pequeñas, una horizontalidad marcada). El arquitecto Georges Duval prefiere hablar de un «pastiche roman» (pastiche románico).
Al igual que muchas iglesias normandas, la decoración exterior es sobria. No hay, por ejemplo, ninguna estatua tallada en las fachadas de los portadas. Sólo, motivos geométricos, follaje, pequeñas columnatas o arcos que dan vida a la piedra; algunos pequeños rostros tallados son los únicos elementos fantasiosos del exterior.

### Interior  de la catedral

#### La nave
La elevación, corriente en las grandes iglesias góticas, consta de tres niveles: 
- un primer nivel de grandes arcadas;
- un último nivel de las ventanas altas;
- el nivel intermedio difiere según la parte de la catedral. En la nave central  y los dos primeros tramos del coro, son falsas tribunas. Falsas, ya que no se apoyan sobre la planta de las naves (no hay ninguna), sino en los desvanes de las naves.

Las partes más antiguas de la catedral de Lisieux se inspiraron en los primeros logros en la Île-de-France: las catedrales de Laon, París o Sens. Las columnas de las grandes arcadas de la nave tiene de hecho un serio aire de rememoracion. No es imposible, como sugiere William W. Clark, que la catedral de Lisieux también se haya beneficiado de una serie de ejemplos llegados de Normandía oriental, principalmente de la catedral de Evreux.

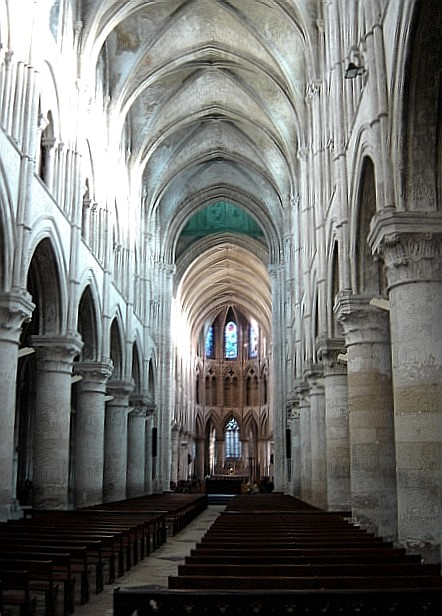
Vista interior  de la nave
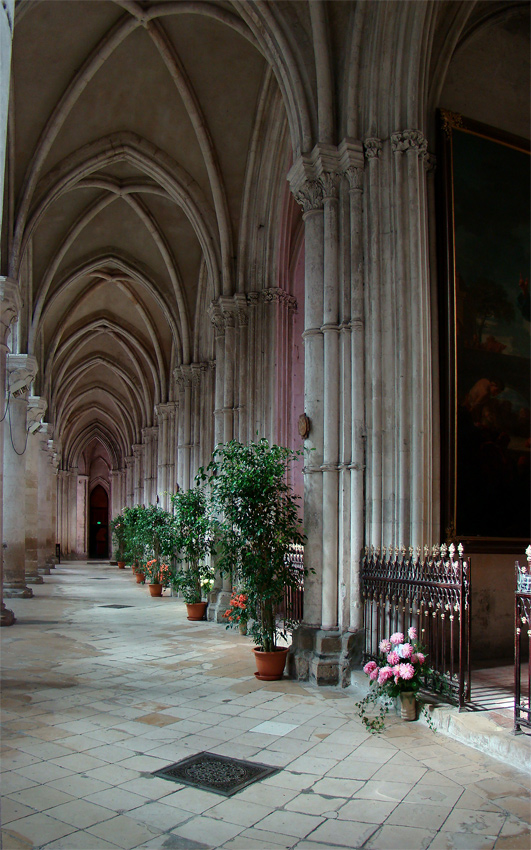
Nave lateral
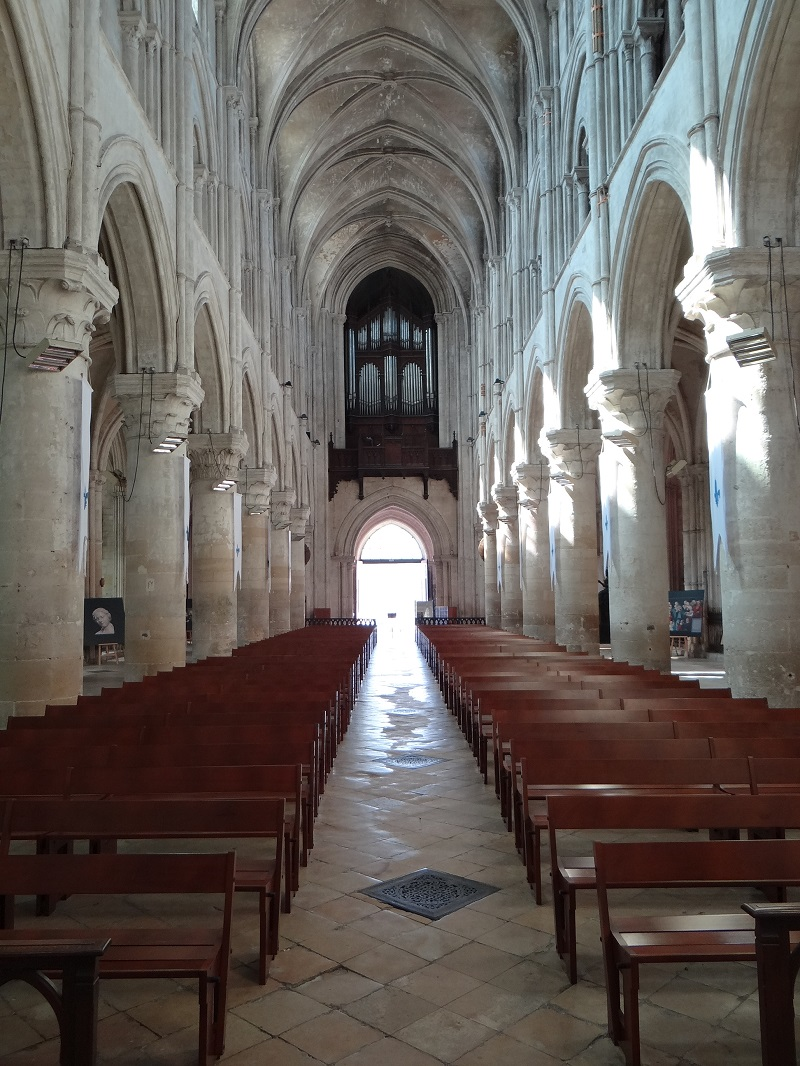
Nave
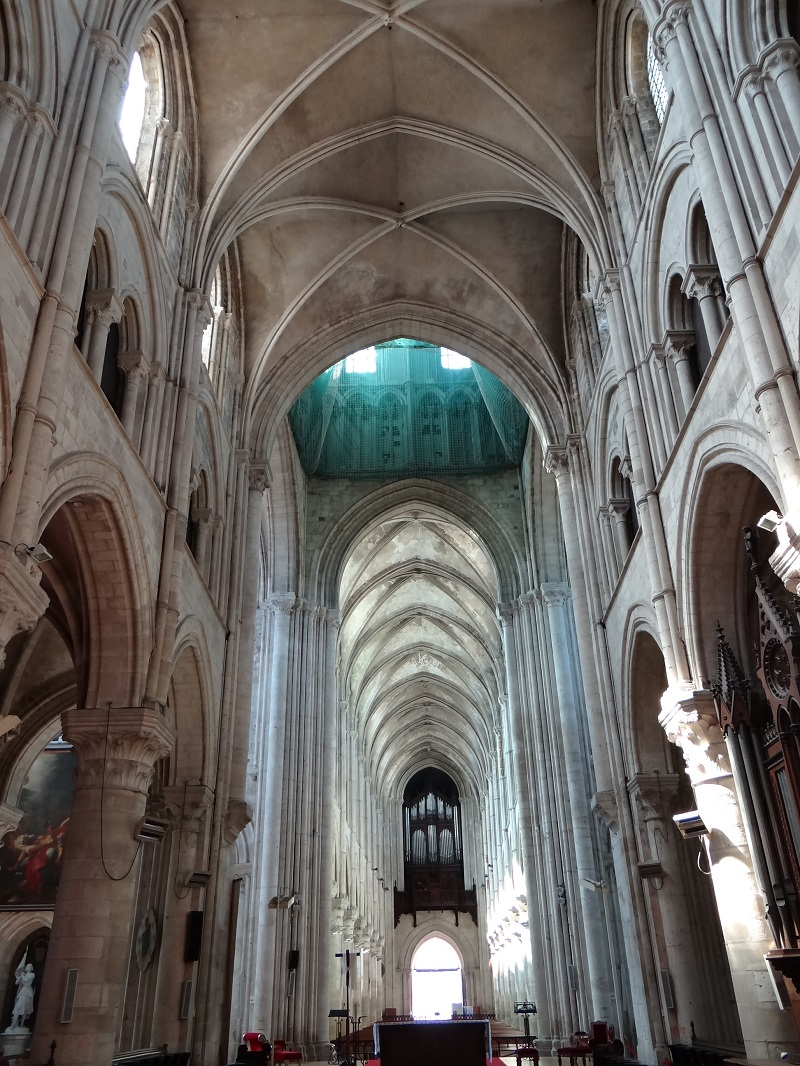
Nave y coro
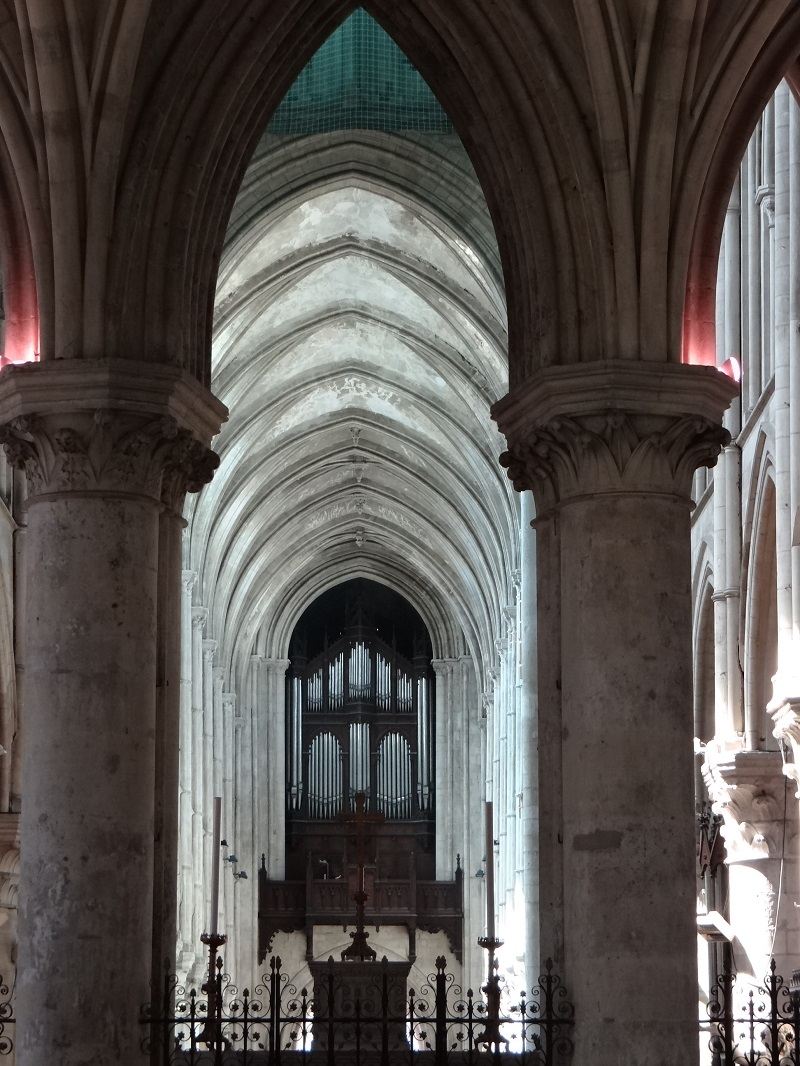
Nave y grandes órganos
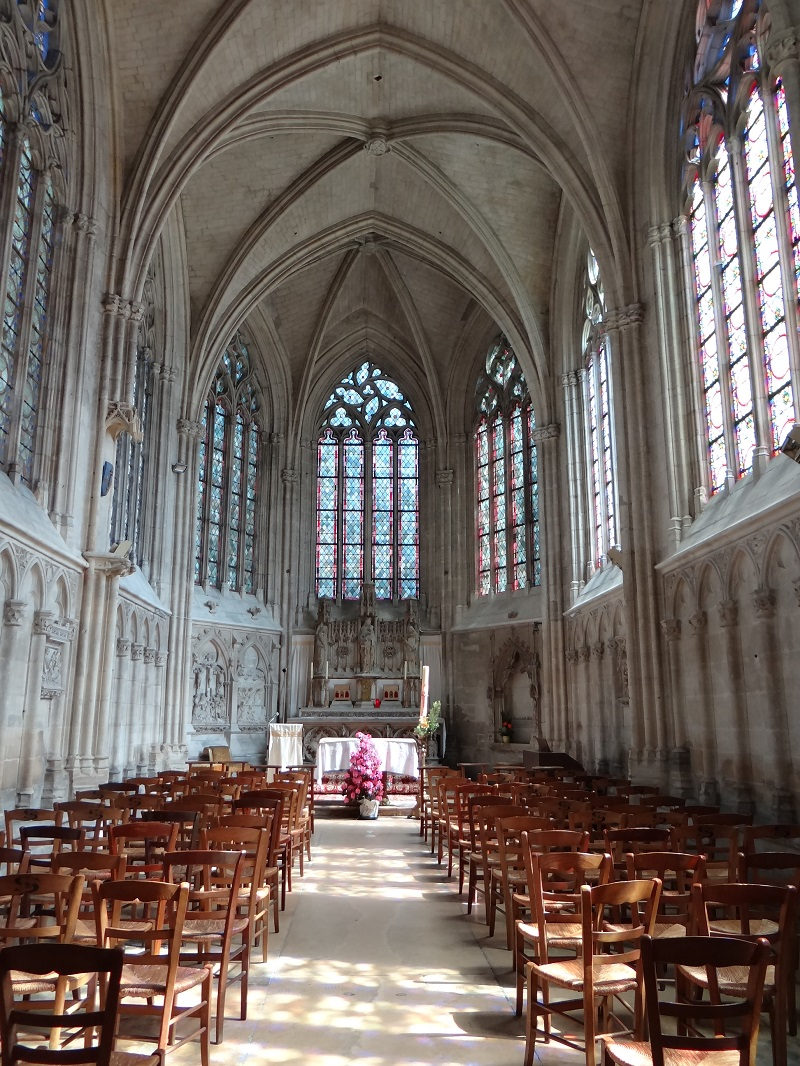
Coro

#### Naves laterales y capillas
Las capillas, distribuida desde las naves laterales, sólo a partir del tercer tramo para aquellos al norte. El segundo tramo norte alberga una estatua de San Pedro sentado en sus trono.
Capillas de la neve lateral norte (desde el nártex):
1. capilla de la Anunciación. Tiene el confesionrio del siglo XVIII donde santa Teresa recibía el sacramento del Perdón;
2. capilla Sainte-Germaine. Alberga una estatua del santo del siglo XIX y una Anunciación, óleo sobre lienzo del siglo XVIII;
3. capilla Nuestra Señora de Lourdes. Tiene la tumba de Jean le Neveu, decano del cabildo de la catedral del siglo XIII y una Présentation du Christ au Temple, óleo sobre lienzo del siglo XVIII;
4. capilla del Sagrado Corazón. Tiene una Apparition du Sacré-Cœur à la Bienheureuse Marguerite-Marie, óleo sobre lienzo de Guérin del siglo XIX;
5. capilla San Expedito. Alberga un fresco del santo y dos óleos sobre lienzo: La Naissance du Christ  del siglo XVIII y la  La Vierge de Pitié  del siglo XVII-XVIII;
6. capilla Nuestra Señora del Rosario. Recibió una pavimentación del Pré d'Auge y  dos óleos sobre lienzo: La Présentation de la Vierge au Temple  del siglo XVIII y Saint-Pierre guérissant les malades grâce à son ombre, pintado en 1770 por  Jean-Baptiste Robin (1734-1818).

Capillas de la neve lateral sur (desde el nártex):
1. Fuentes bautismales.  Contiene las fuente bautismales en mármol, un Cristo en la cruz del siglo XIX y la  La Prédication de Saint-Pierre, , óleo sobre lienzo pintado en 1770 por Larrieu;
2. capilla San Pablo. EAlberga una pintura al óleo de Saint-Paul devant l'Aréopage, pintada en 1770 por Jean-Jacques Lagrenée;
3. capilla San José. Cuenta con una estatua del santo hecha en  1884, y dos óleos sobre lienzo: Extase de Saint-Jérôme, hechas en 1749 por un canónigo lexoviano y Mort de Saint-Joseph del siglo XIX;
4. capilla de la Memoria. Alberga un grabado de «Vraie Effigie» de la Sainte Face, hecha por M. Guérin, tío de Santa Teresa, y dos óleos sobre lienzo: La Cène pintada en 1785 por  Descours hijo (1741-1814) y Sainte-Cécile de Philippe Guérin en 1804;
5. capilla Santa Ana. Alberga una estatua de Santa Ana y la Virgen del siglo XIX y dos óleos sobre lienzo: Délivrance de Saint-Pierre, pintada en 1770 por Jean-Joseph Taillasson y L'Éducation de la Vierge del siglo XVIII;
6. capilla Nuestra Señora del Perpetuo Socorro. Contiene dos óleos sobre lienzo: Résurrection de Tabithe, pintada en 1770 por Anicet Lemonnier y Apothéose de Saint François de Sales del siglo XVIII;
7. capilla Saint-Benoît. El altar está soportado por dos columnatas talladas provenientes del púlpito de la Catedral de Lisieux de finales del siglo XVI.  Alberga el  L'Ange gardien, un óleo sobre lienzo pintado en 1875 por Édouard Krug;
8. capilla Nuestra Señora del Carmen la antigua sala capitular. Alberga L'Apothéose de Saint Charles Borromée, un óleo  sobre lienzo del siglo XVIII.

#### El transepto y el crucero
La planta media está ritmada por los vanos que se abren sobre un pasaje o camino de ronda. Es un disposición típicamente normanda e incluso románica.
El transepto alberga en su extremo norte dos criptas en el espesor del muro, lugares de sepultura del obispo  Guillaume de Rupierre († 1201), de su padre y de dos de sus hermanos. La pared del nicho del obispo acoge una escena del Juicio Final, que termina con una apoteosis del alma elegida y bendecida. La figura yacente del obispo Jean I († 1141) se erige cerca. La fachada sur tiene una portada. Al lado, en la nave lateral, está otro nicho, el del obispo  Jean de Samois († 1302), que alberga el yacente decapitado del obispo Pierre Cauchon.

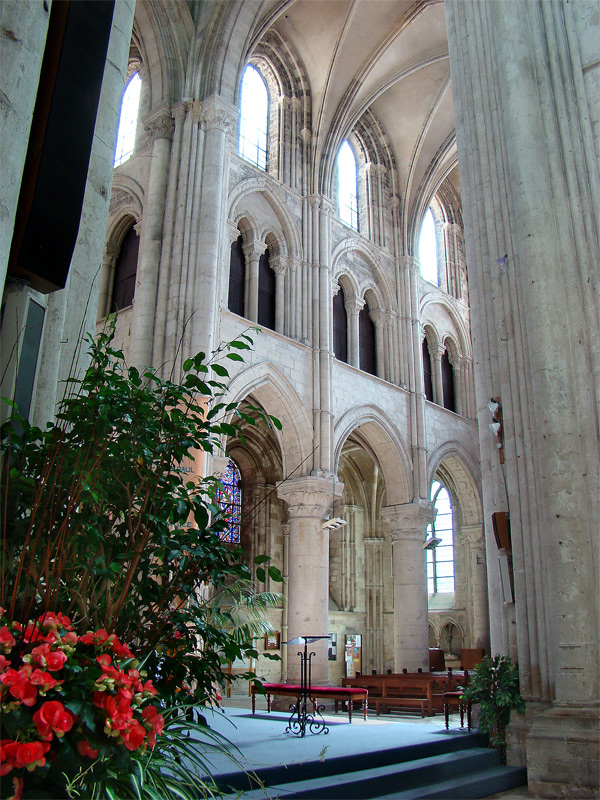
Del crucero del transepto
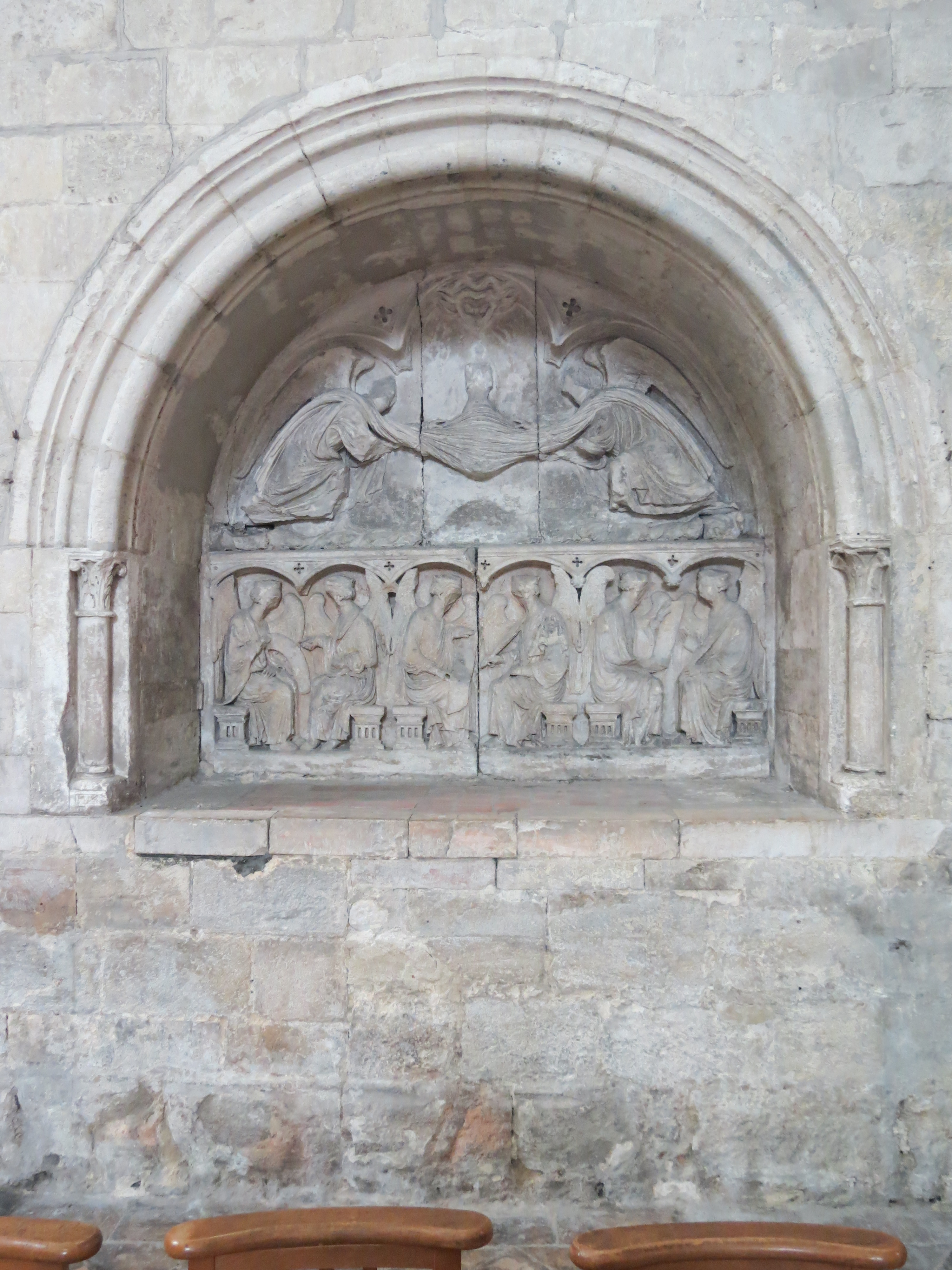
Nicho de Guillaume I de Rupierre, en el transepto norte
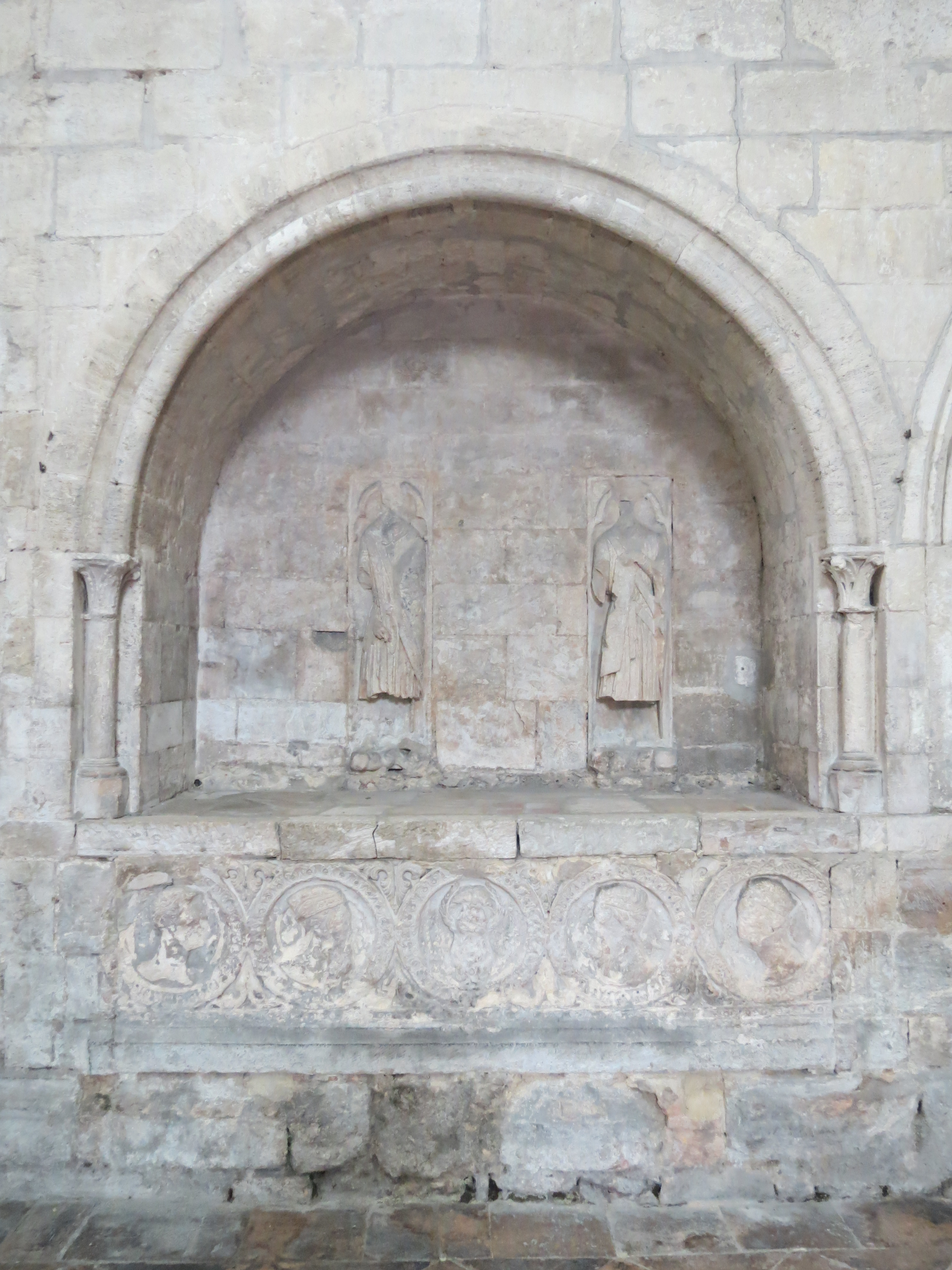
Nicho de Roger, señor de Rupierre, padre de Guillaume de Rupierre, y de dos de ses hijos, Raoul y Hugues
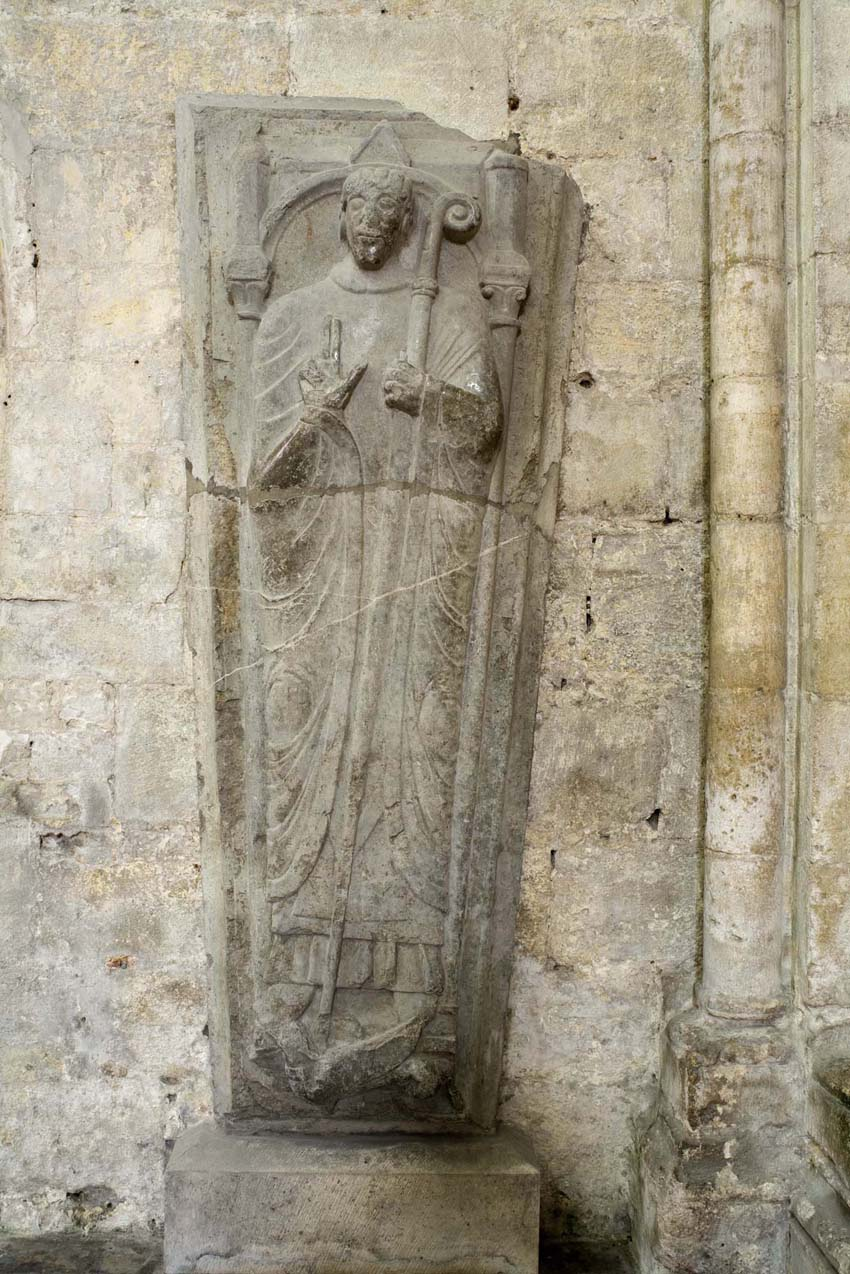
Yacente de Jean I
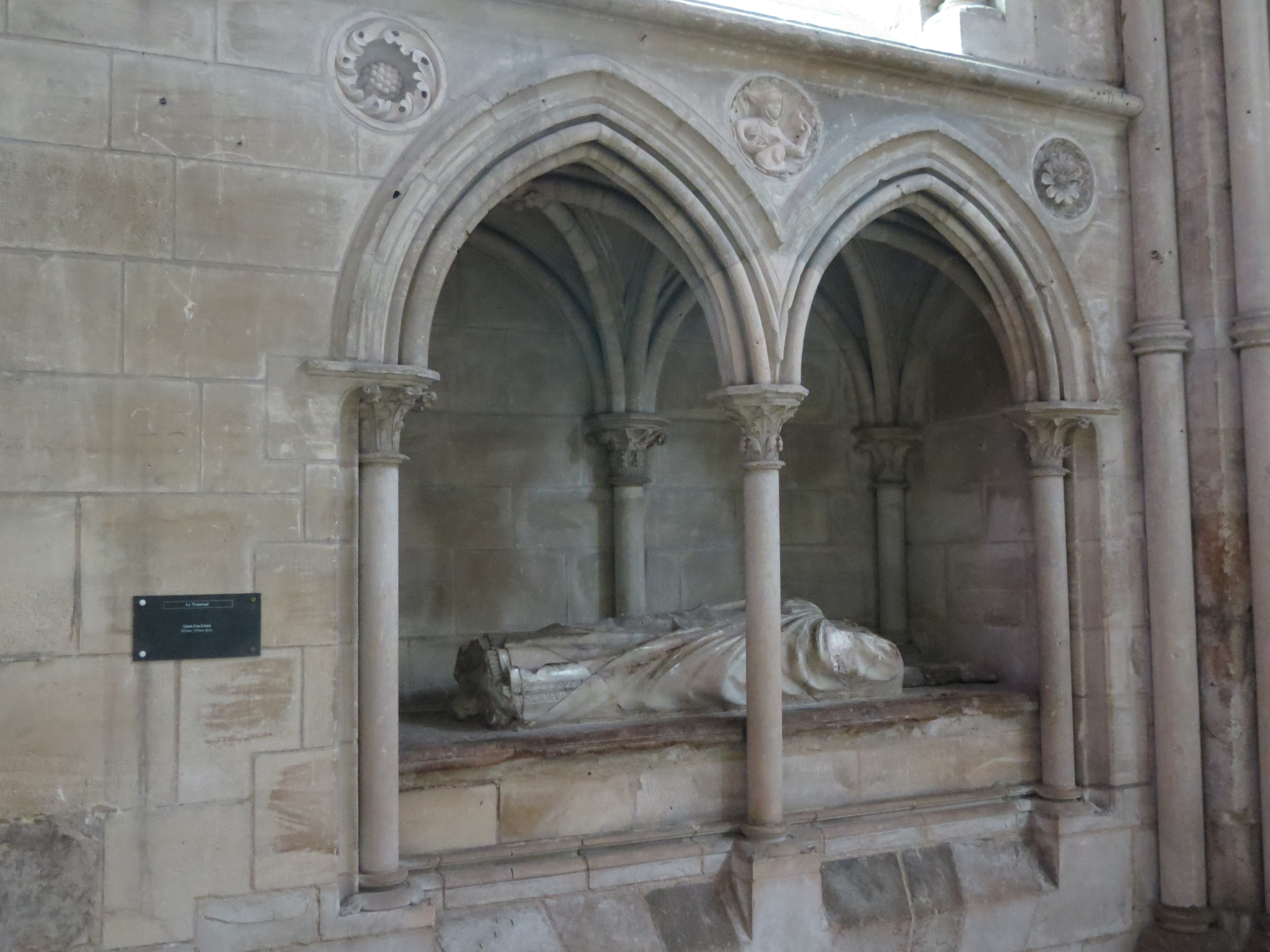
Nicho de Jean de Samois con el yacente decapitado de Pierre Cauchon

#### La cabecera
En el fondo del coro, el segundo nivel corresponde a un  triforium. No está perforado ya que no está perforado con ventanas en el exterior. La presencia de este triforio confirma la pertenencia de la cabecera al gótico radiante. La cabecera participa del estilo gótico normando. Las fuentes de inspiración pertenecen a la región: la iglesia abacial de Saint-Etienne y la catedral de Bayeux.

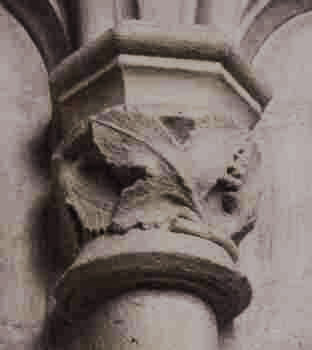
Un capitel de la capilla de la Virgen

El interior no ofrece más decoraciones. Las estatuas son modernas (Santa Teresa o Juana de Arco). Follaje estereotipado cubre muchos capiteles. De hecho se requiere una mirada cuidadosa para captar los elementos originales: a la entrada, las cabezas de un rey y una reina, próximos, la cara de un hombre barbudo. Sobre los paramentos, restos de pintura sugieren u interior más colorido. De estilo gótico flamígero, la capilla de la Virgen se destaca del resto del edificio por decoración su más notable. Un bestiario más o menos fantástico (un mono, un búho, una especie de murciélago...) cubre las enjutas. El follaje de los capiteles alcanzar tal precisión que se puede determinar el árbol o planta en el  que se inspiran.

#### Los vitrales
Muy pocas de las vidrieras se remontan a la Edad Media. En el siglo XVII, el obispo Leonor II de Matignon decidió reemplazar los vitrales viejos con vidrios blancos. En el  transepto sur, un vitral arqueológico de San Ursin, neo-XIII, realizado por Albert Gsell en 1894 representa el descubrimiento del santo y la curación milagrosa de un febril por la intercesión de San Ursin.
Un vitral de la nave lateral sur del coro representa el asesinato de Thomas Becket en su catedral en 1170 (vitral neogótico de Gsell-Laurent en 1887).
En las capillas de la nave lateral norte se encuentran  las vidrieras de Gsell Lawrence: La Anunciación, La Visitación, La Aparición del Sagrado Corazón a la Beata Margarita María, El nacimiento de Cristo; y, del taller de Gaudin, La Virgen de la Merced y vSan Pedro curando a los enfermos.

## La catedral y santa Teresa de Lisieux

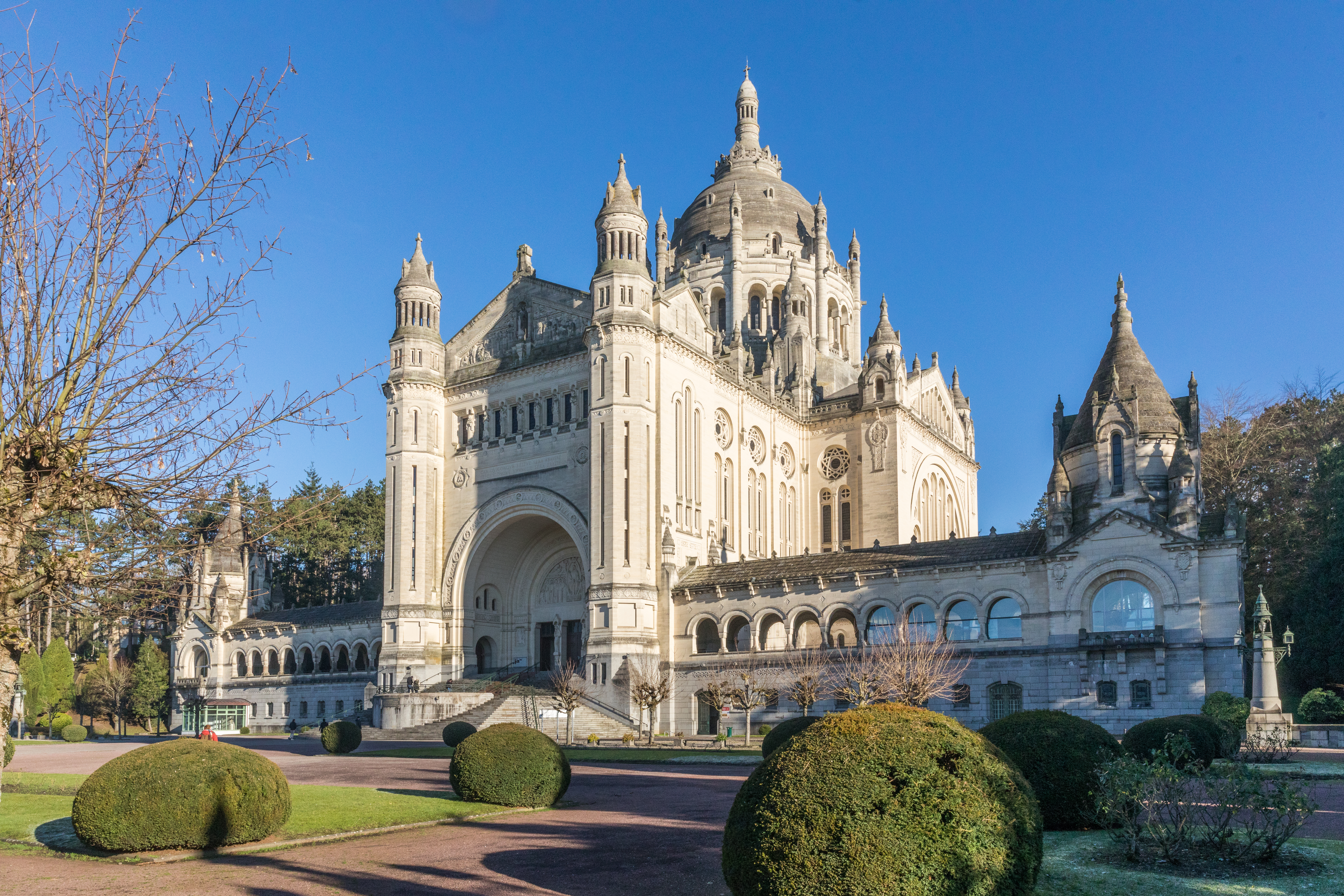
Basílica Sainte-Thérèse de Lisieux

La catedral, monumento medieval en el corazón del centro de la ciudad, no debe de confundirse con la basílica de Santa Teresa de Lisieux (1929-1954), un edificio de dimensiones catedralicias de estilo neobizantino mucho más reciente.  Si santa Teresa de Lisieux nunca conoció esta última iglesia, la catedral si le fue familiar. Allí asistía a misa el domingo con su padre, sus hermanas y la gobernante. Una estatua y una inscripción en la capilla del coro recuerdan el lugar donde la familia se colocaba exactamente durante los servicios religiosos. Es aquí donde la futura santa tuvo la revelación de su misión: salvar el alma de los pecadores.
El padre de Teresa, Louis Martin, ofreció el altar mayor del coro.
Desde el siglo XIX, santa Teresa es la tercera patrona de la catedral, después de los apóstoles Pedro y Pablo. Aparece como tal en uno de los vitrales del fondo del coro.